# Dominique Kusche
Dominique Christine Kusche (* 7. Juni 1990 in Wermelskirchen, Nordrhein-Westfalen) ist eine deutsche Schauspielerin.

## Leben
Nach der mittleren Reife begann sie eine Ausbildung als Fertigungsmechanikerin. Sie wurde durch die Rolle der „Sophie Ziegler“ in der WDR-Fernsehserie Lindenstraße bekannt. Sie spielte diese Rolle von Dezember 1998 (Folge 680) bis Februar 2015 (Folge 1518). Von 2013 bis 2017 absolvierte sie eine Weiterbildung zur staatlich geprüften Technikerin am Carl-Reuther-Berufskolleg in Hennef. Sie wohnt in Siegburg.